# Bracon bicolorator
Bracon bicolorator is een insect dat behoort tot de orde vliesvleugeligen (Hymenoptera) en de familie van de schildwespen (Braconidae). De wetenschappelijke naam van de soort werd voor het eerst geldig gepubliceerd in 1843 door Maximilian Spinola.
De soort komt voor Zuid-Europa. De Italiaan Victor Ghiliani verzamelde ze op Sicilië en in Spanje.